# Lorenzo Ghiberti
Lorenzo Ghiberti, de son véritable nom Lorenzo di Cione, né en 1378 à Pelago ou Florence, mort en 1455 à Florence, est un sculpteur, orfèvre, un architecte et un écrivain florentin du Quattrocento, dont l'œuvre s'inscrit dans le vaste mouvement de renouvellement de l'art occidental qui donna naissance à la Renaissance.
Avec Masolino da Panicale, Michelozzo et Jacopo della Quercia, il joue un rôle décisif dans la diffusion du langage de la Renaissance, grâce à l’évaluation positive de la culture gothique tardive, mais corrigée et réorganisée selon les nouveaux principes : il sut fusionner dans ses figures les lignes élégantes du gothique international avec les beautés des nus hellénisés, le naturalisme attentif aux détails et le goût archéologique de la Renaissance, en insérant ses figures dans des scènes construites avec une perspective plus perspicace que réelle, suivant davantage les critères de la vision médiévale plutôt que les nouveautés de Brunelleschi et Leon Battista Alberti.
Il est l'un des premiers sculpteurs-orfèvres du Quattrocento qui associent étroitement la sculpture et la peinture.

## Biographie

### Origines
La détermination de la date de naissance de Ghiberti a nécessité des recherches, en raison des informations contradictoires données par l'artiste dans les différentes déclarations cadastrales et rapports de propriété, et qui, en remontant aux âges déclarés, placent tantôt sa naissance en 1380, à 1381 ou encore à 1382. 
Dans une tamburazione du 17 mars 1444 (dénonciation anonyme insérée dans un tambour), l'artiste est déclaré incompatible avec la charge de Dodici Buonomini  (« prud'hommes ») car il est un fils illégitime : dans cette déclaration, bien informée sur sa situation familiale, on rapporte les noms de son père, l'orfèvre Bartolo di Michele (dit Bartoluccio), et de sa mère, Monna Fiore, qui est une « fille d'un ouvrier du Val di Sieve » mariée à Pelago (à l'époque appelé Popolo di San Chimenti a Pelago) à Cione di ser Bonaccorso Abatini ou Batini, « une personne inutile et presque oublieuse ». Cione devait être une personne riche, car fils d'un notaire (« ser » est le nom honorifique de quelqu'un qui exerce cette profession), mais il ne doit pas avoir été aimé par sa femme, qui le quitte et quitte Pelago. Elle arrive à Florence vers 1374 où il rencontre Bartolo avec qui elle a deux enfants en quatre ou cinq ans, d'abord une fille, puis Lorenzo, en 1378, comme indiqué dans le document.
Pour d'autres historiens, Lorenzo Ghiberti est le fils de Cione di ser Bonaccorso, mais son père meurt jeune et c'est le second mari de sa mère, l'orfèvre Bartoluccio (Bartolo di Michele), qui se charge de son éducation. Lorenzo, le considérant comme son véritable père, lui en garde une grande reconnaissance, au point que, jusqu'à l'âge de soixante ans, il conserve le nom de Lorenzo di Bartolo. Il est donc fort probable que l'artiste soit né à Florence et non à Pelago, comme le veut la tradition locale, rappelée également par une plaque sur la façade de la maison où vivait probablement sa mère.
Utilisant les mêmes tamburazioni, Ghiberti présente un document dans lequel il se déclare fils de Cione (peut-être une déclaration de complaisance), montrant l'acte de mariage avec Fiore, daté de 1370, et se déclarant né en 1378. À la même occasion, pour se disculper de l'accusation de n'avoir jamais payé d'impôts, ni lui ni ses gens (autre motif d'inéligibilité), il présente un certificat de paiement des impôts de Cione, daté de 1375, et relatif à la bannière du Lion Rouge dans le quartier de Santa Maria Novella. Lorenzo se déclare toujours le fils de son père « adoptif », même lorsqu'il signe la Porte du Paradis « Laurentii Cionis de Ghiberti ».
Bartolo vit plutôt via Nuova di San Paolo, peut-être le dernier tronçon de la via del Porcellana, près de la via della Scala, où Lorenzo réside pendant sa prime jeunesse, au moins jusqu'en 1419.

### Formation et séjour à Pesaro
Lorenzo Ghiberti se forme d'abord dans l'atelier d'orfèvrerie de son père, une des entreprises les plus florissantes de Florence à l'époque : plus ou moins dans les mêmes années, Brunelleschi, Donatello et Luca della Robbia se forment dans des ateliers d'orfèvrerie, un parcours commun à de nombreux artistes florentins.
On peut émettre l'hypothèse que le jeune Lorenzo est influencé par la culture proto-humaniste qui circule parmi les sculpteurs travaillant sur la Porte de la Mandorle de la cathédrale Santa Maria del Fiore. Il ne reste cependant aucune trace de cette période, autre que son propre témoignage dans ses Commentarii. Ce texte commence par décrire l'année 1400 au cours de laquelle, en raison d'une épidémie et de troubles politiques, le jeune artiste quitte la ville, accompagné d'un peintre dont il ne mentionne pas le nom, mais précise qu'il est « excellent » (peut-être Mariotto di Nardo). Leur destination est Pesaro, où son collègue a été invité par Malatesta IV Malatesta et où tous deux créent avec beaucoup de soin une salle, une indication qui ne peut être vérifiée puisque l'œuvre est perdue lors de la reconstruction complète du palais médiéval au XVIe siècle.
Une Assomption dans l'église du Servi de Sant'Angelo in Vado, une paire de bas-reliefs d'attribution et de datation incertaines et, semble-t-il, un portail secondaire dans l'église Saint-François d'Urbania sont attribués à cette période.

### Porte nord du baptistère de Florence

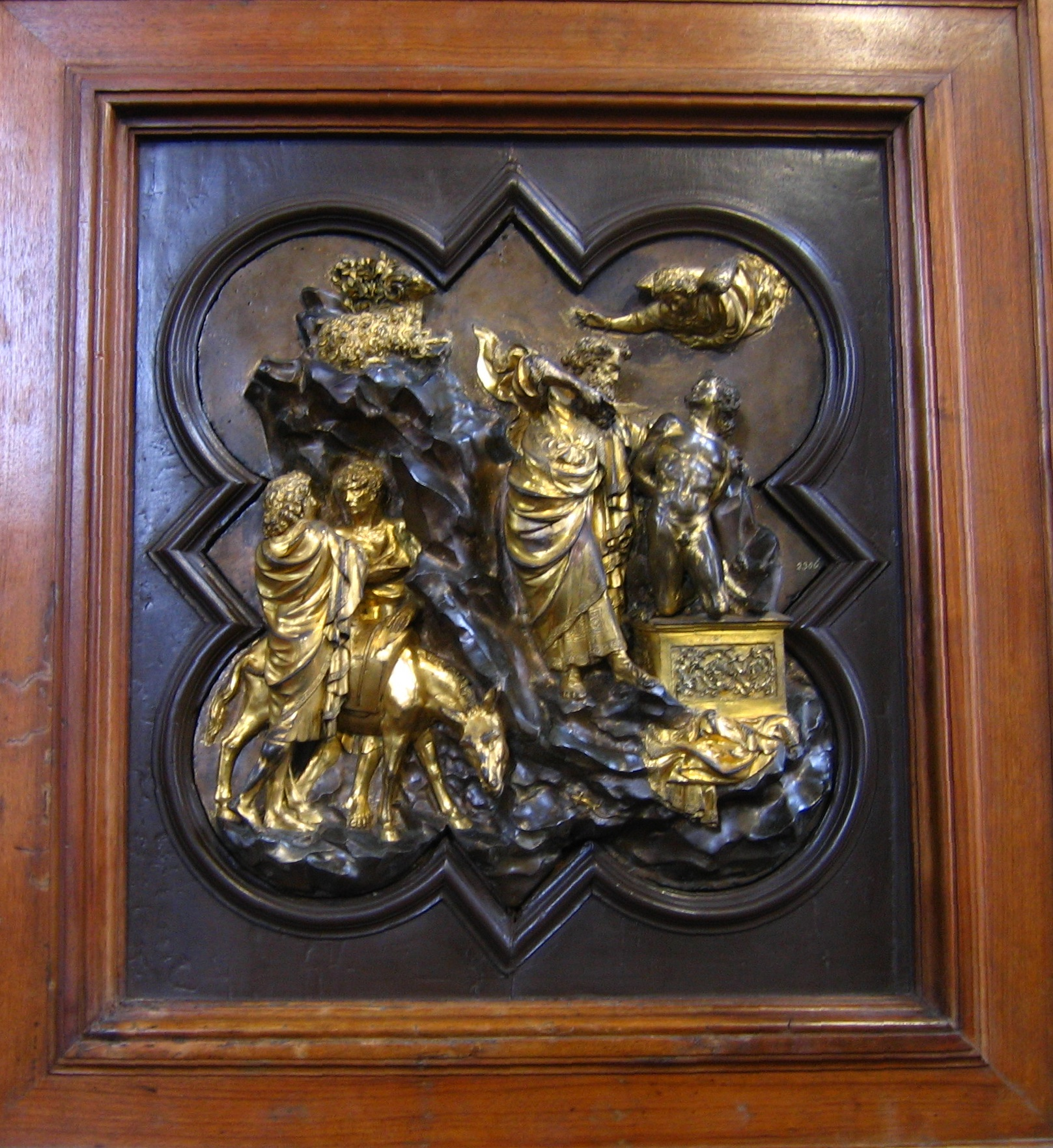
Sacrifice d'Isaac, panneau pour le concours de porte du baptistère (1401).

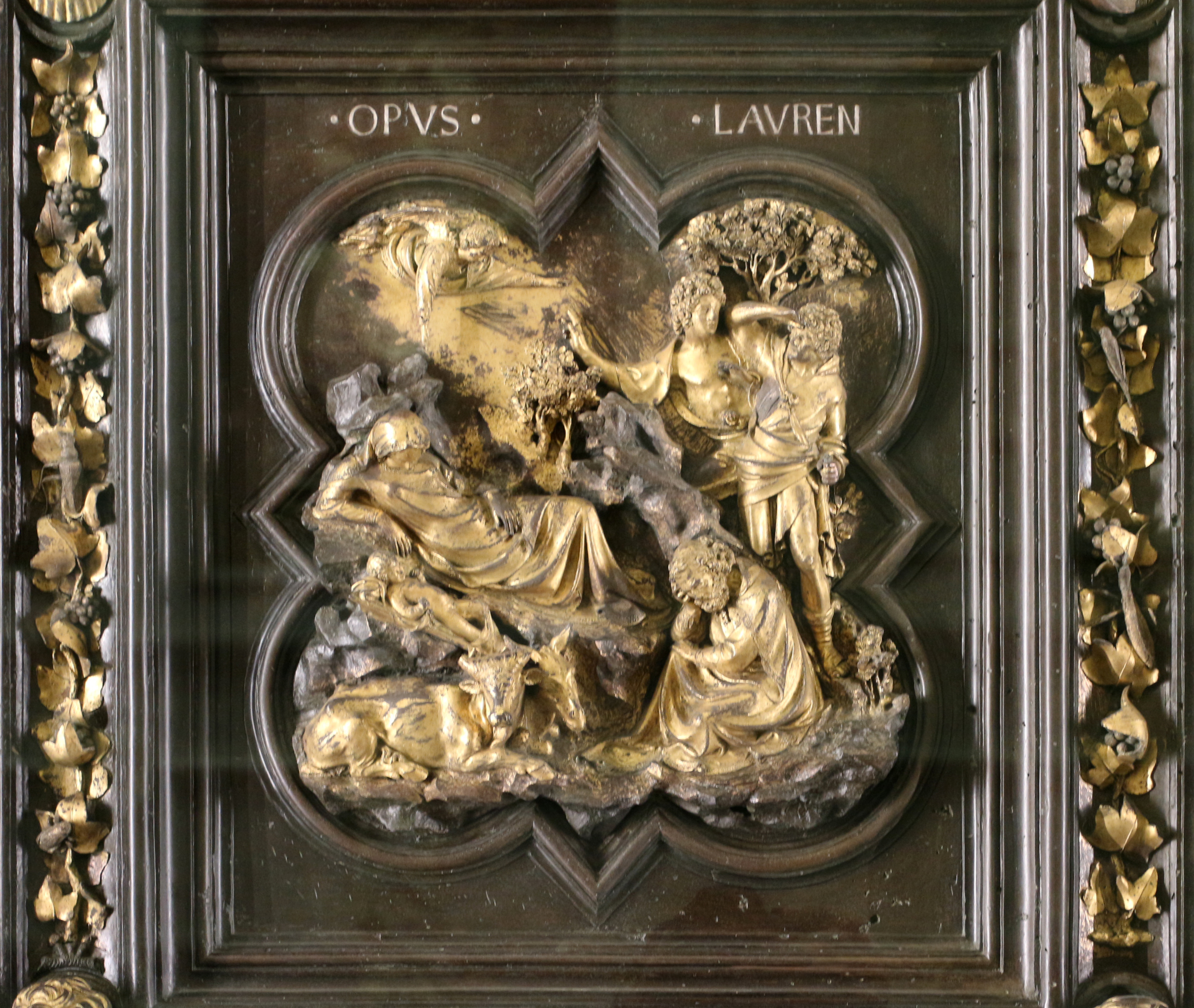
Nativité, panneau de la porte nord du baptistère.

Au cours de ce voyage, ses amis florentins lui envoient la nouvelle de l'annonce du concours pour la porte nord du baptistère de Florence organisé par l'Arte di Calimala : l'artiste ne l'a pas écrit, mais c'est probablement son père Bartolo lui-même qui l'en informe, comme s'il ne voulait  pas en rendre compte en raison de ses problèmes liés à la naissance hors mariage. Cette information est rapportée par Giorgio Vasari, qui base également sa biographie de l'artiste sur des sources autres que son autobiographie.
Après avoir quitté le seigneur de Pesaro et de ses compagnons, Ghiberti retourne à Florence en 1401, où il se met à travailler sur un panneau pour participer au concours, un Sacrifice d'Isaac, aujourd'hui conservé au musée national du Bargello : dans cette œuvre l'espace est divisé en deux par la diagonale formée par l'éperon rocheux, avec le groupe sacrificiel à droite ; les personnages sont parfaitement proportionnés et calqués sur l'ancien, dans des poses éloquentes mais quelque peu rigides.
Selon le biographe de Brunelleschi, Ghiberti travaille longuement et avec beaucoup de doutes sur le panneau, demandant conseil à plusieurs personnes, dans l'ombre, on l'imagine, de son père. Toujours selon cette source, le concours donne à égalité Brunelleschi et Ghiberti, mais devant le refus du premier de travailler en coopération, il est décidé de tout attribuer à Ghiberti, qui le 30 novembre 1403, après qu'un rapport précis du concours a été rédigé, signe le contrat d'attribution comme Lorenzo di « Bartolo », assisté de son père Bartolo di Michele, aux dépens de six concurrents parmi lesquels Filippo Brunelleschi, Niccolò di Piero Lamberti et Jacopo della Quercia, et par lequel il s'engage à travailler sans interruption, à partir du 1er décembre, à la porte du baptistère jusqu'à son entier achèvement. Dans les Commentarii, Ghiberti rappelle sa victoire grâce à l'unanimité du jury, le répétant encore deux ou trois fois dans le texte, s'en réjouissant, Filippo Brunelleschi s'étant même retiré après avoir vu l'œuvre soumise par son rival.
Par la suite, ce concours a été considéré, par les historiens d'art, comme l'acte fondateur de la première Renaissance artistique. Ghiberti est, avec Donatello, l'un des initiateurs d'un renouvellement de la sculpture permettant la représentation naturelle d'un grand nombre de figures placées dans un espace totalement nouveau.
L'exécution de la commande s'étale de 1403 à 1424. Le contrat prévoit que l'artiste doit livrer trois bas-reliefs par an, mais cette clause n'est pas respectée. En 1407, le contrat est renouvelé en l'obligeant, cette fois, à poursuivre son travail à l'exclusion de tout autre, moyennant un salaire de deux-cents florins par an.
La porte est dédiée au Nouveau Testament (contrairement à l'idée originale qui incluait l'Ancien Testament). L'œuvre s'inspire, dans son schéma général, de la porte sud du baptistère réalisée par Andrea Pisano ; elle est composée de vingt-huit panneaux quadrilobés, disposés sur sept rangées : ceux du haut sont dédiés aux épisodes de la Vie du Christ, ceux du bas aux Évangélistes et Pères de l'Église. L'œuvre, même si elle est unitaire dans son schéma général, ayant été réalisée sur une période de vingt-deux ans, montre une évolution stylistique vers les formes de la Renaissance à travers l'analyse des panneaux individuels ; par exemple, le panneau de la Nativité (vers 1404-1407) rappelle celui du Sacrifice d'Isaac tant par le schéma de composition diagonal que par le ton idyllique des figures. Par la suite, cependant, dans le panneau de la Crucifixion (phase antérieure à 1415) et dans tous ceux qui lui sont stylistiquement similaires, le naturalisme recule : il n'y a ni proportionnalité classique parfaite ni tensions expressionnistes dans le corps du Christ, avec un rythme donné par la ligne, qui dans la draperie se tord sans caractère organique, suit le flux du cadre avec des effets plus abstraits. Après 1415, Ghiberti accueille dans ses créations les nouvelles idées de la Renaissance : les compositions sont constituées de figures dominantes qui agissent comme des axes et s'insèrent dans des contextes spatiaux crédibles, comme dans la Flagellation, où, tout en exploitant les nouvelles voies, il atténue le drame, excluant toute tension expressionniste de la scène.

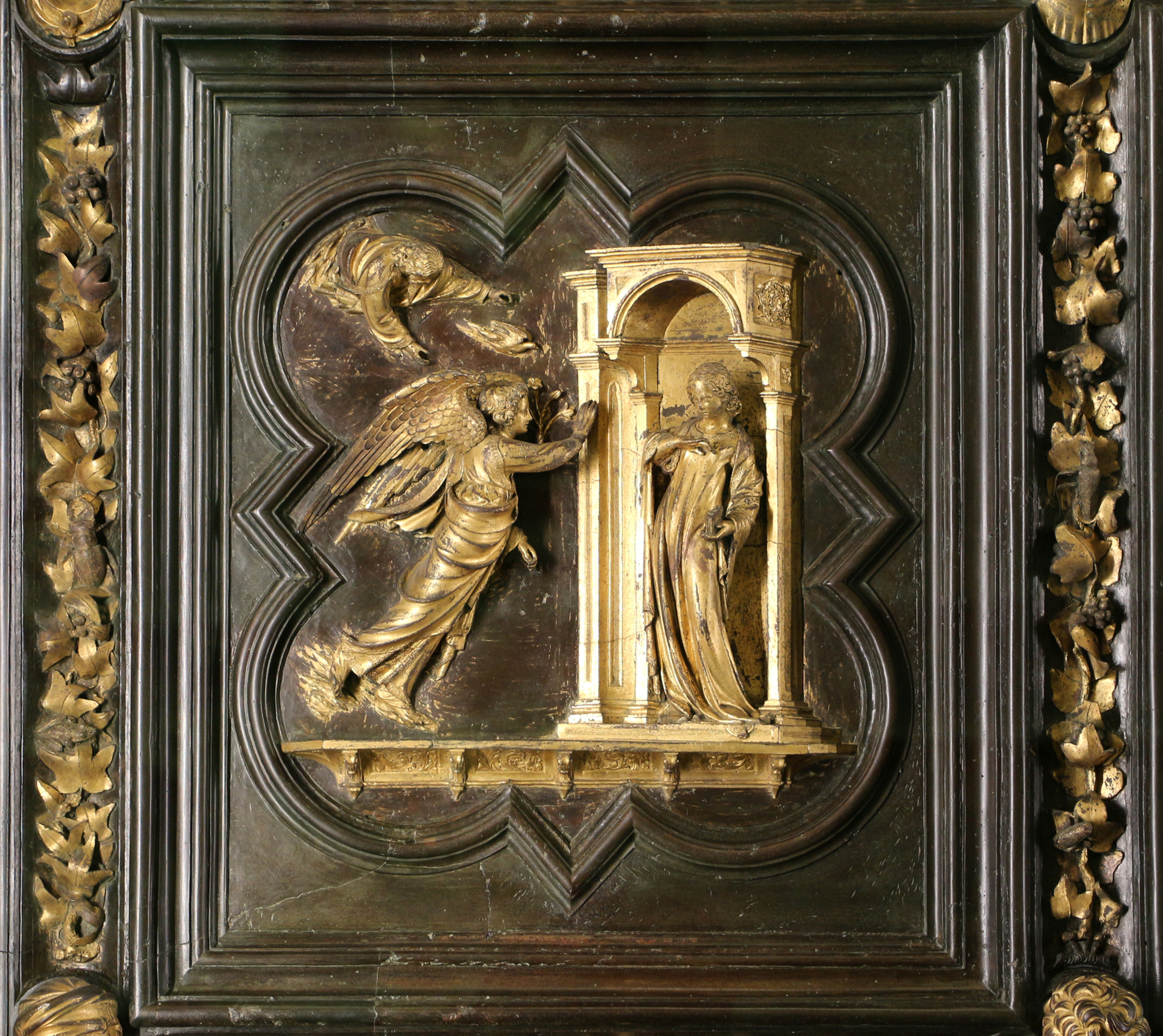
L' Annonciation.
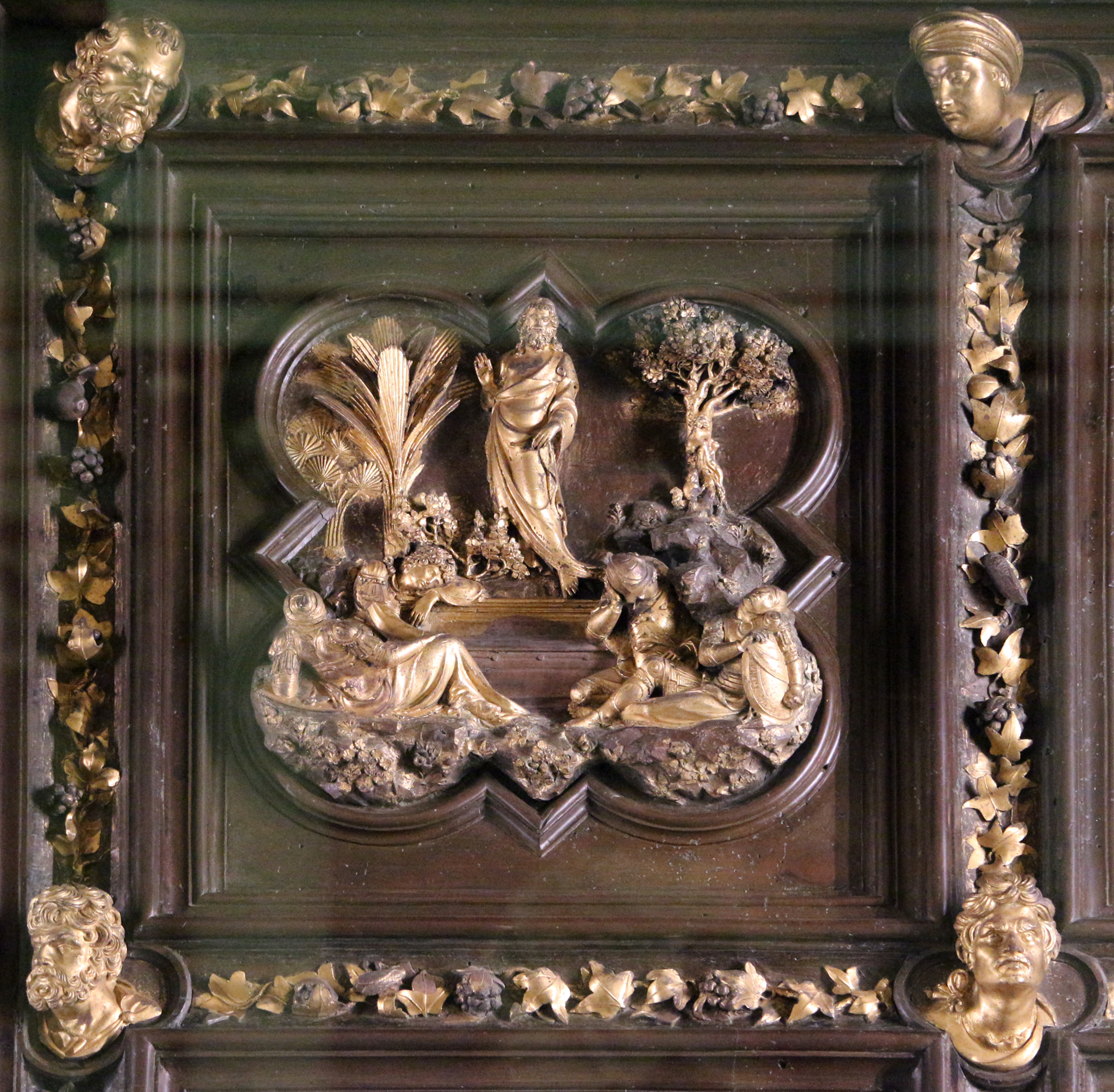
La Résurrection.
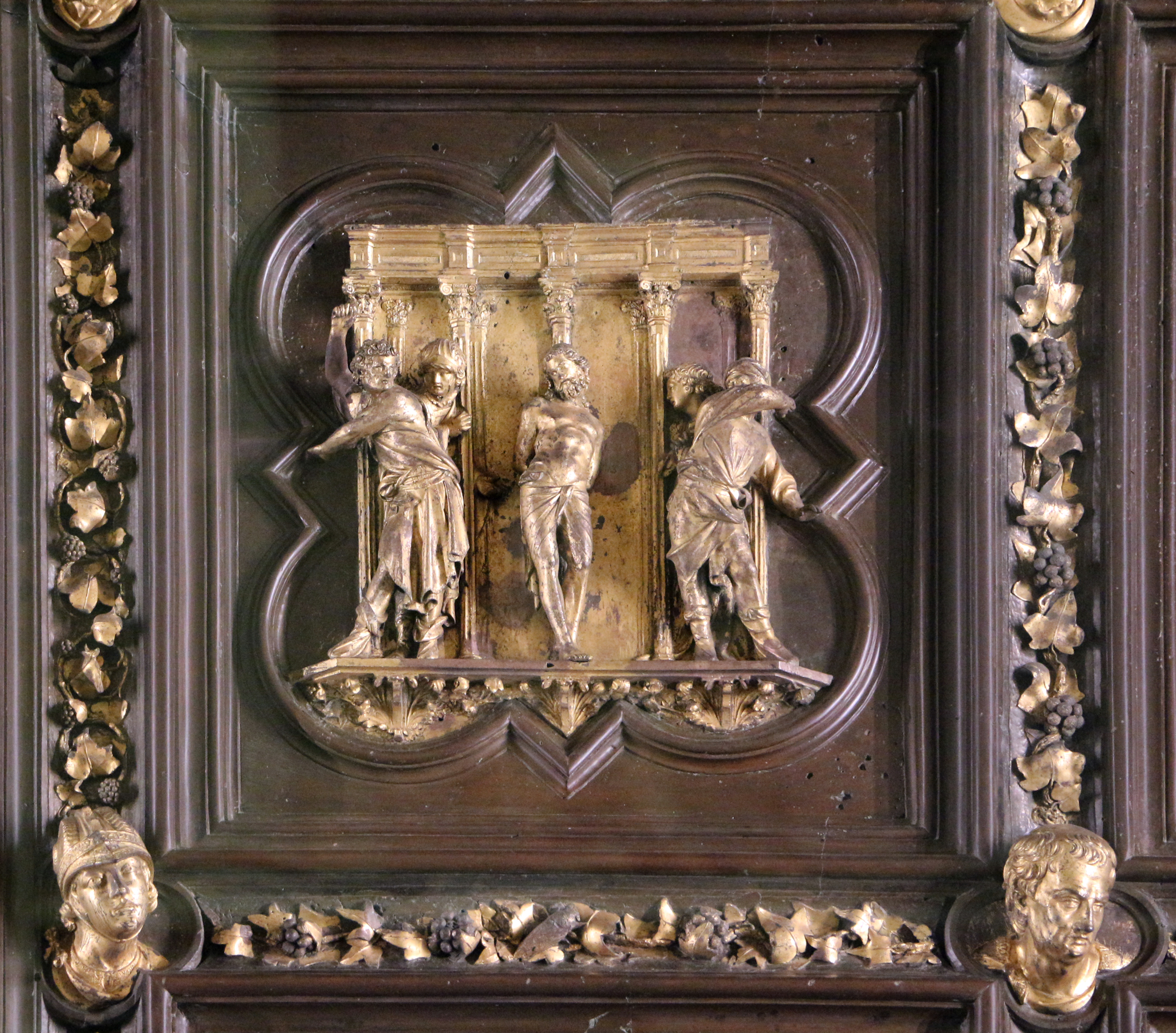
La Flagellation.

Au cours de ces vingt années, Lorenzo Ghiberti, bien que travaillant avec assiduité sur la porte, se consacre également à d'autres activités. En 1404, il est consulté sur la création de la tribune et des fenêtres de la cathédrale Santa Maria del Fiore. La même année, son père Bartolo épouse finalement Monna Fiore, peut-être à cause du décès de son ancienne compagne, régularisant ainsi la situation juridique de Lorenzo. En 1404-1405, en 1412 et en 1424, il fournit divers cartons pour les vitraux de la cathédrale. En 1409, il s'inscrit à l'Arte della Seta o di Por Santa Maria, qui enregistre également les orfèvres, et, en 1413, il signe un compromis avec les parents de son beau-père Cione dont il hérite d'un terrain.

### Statues pour l'église d'Orsanmichele

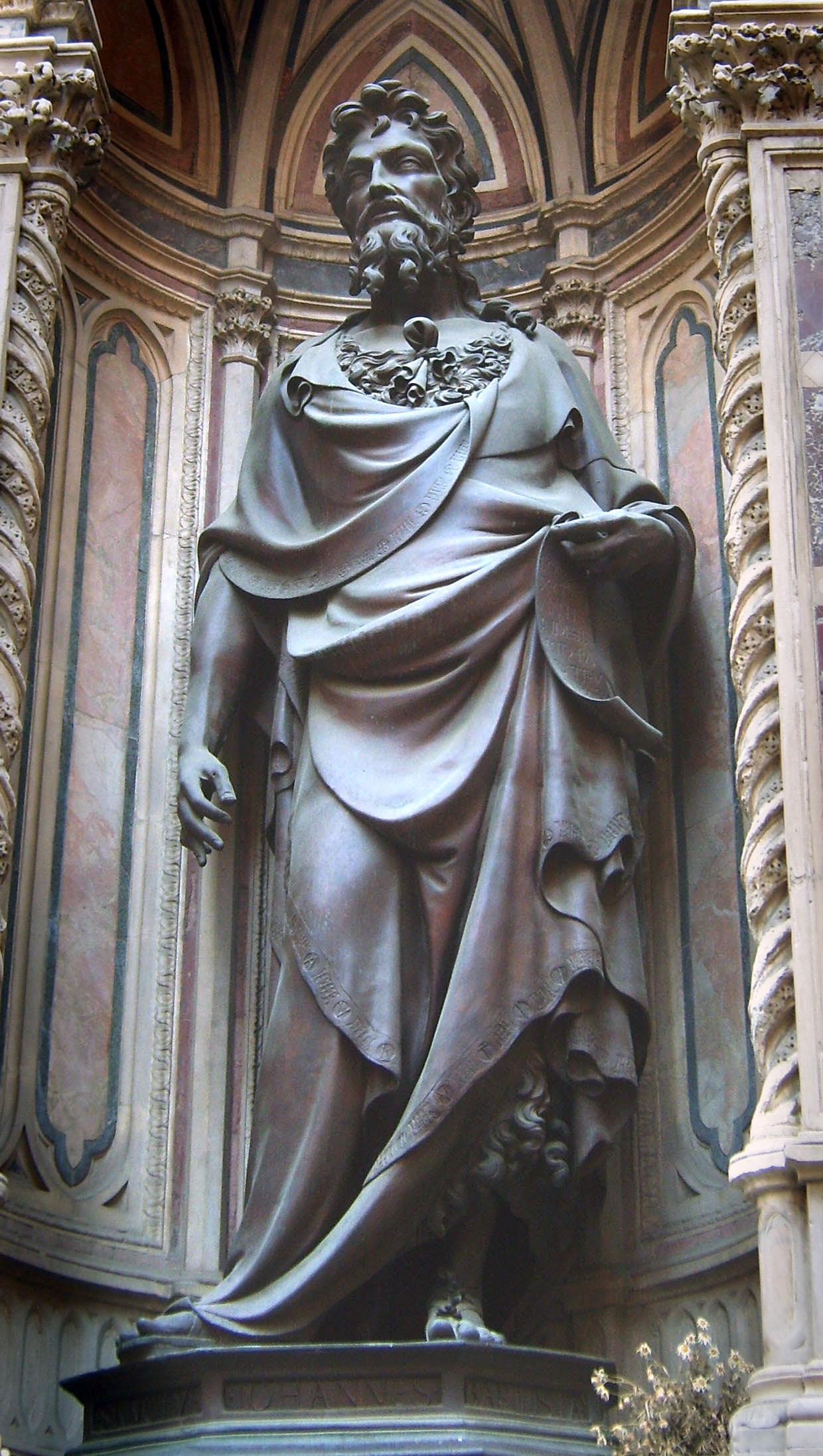
Saint Jean-Baptiste, église d'Orsanmichele.

Entre 1412 et 1416, il exécute un Saint Jean-Baptiste pour l'Arte di Calimala, destiné à une niche extérieure de l'église d'Orsanmichele, de style gothique international évident, visible à la fois dans les épaules étroites et arrondies et dans la draperie à larges rayures qui cache le formes des membres. Mais Ghiberti ne peut pas ignorer la tradition classique florentine, récupérant l'ancienne technique de la fonte à la cire perdue. Le visage est modelé de manière subtile mais génériquement ascétique, tandis que les hanches menues sont un élément typiquement gothique.
En 1415, Ghiberti épouse Marsilia di Luca, fille d'un cardeur ; en 1417 naît son fils Tommaso, suivi l'année suivante par Vittorio. Vers 1419, son père Bartoluccio a du mourir ; cette année-là, l'artiste s'est déjà installé dans la maison-atelier de Borgo Allegri à Florence où il réside pour le reste de sa vie.
En 1417, il commence les travaux, qui dureront près de dix ans, sur deux panneaux de bronze pour les fonts baptismaux du Baptistère San Giovanni (Sienne) : le Baptême du Christ et l'Arrestation du Baptiste. Dans le premier, le pivot de la composition est le Christ, souligné par le geste du bras du Baptiste qui forme une sorte d'arc qui l'encadre dans une hypothétique vesica piscis.
Entre 1419 et 1420, l'Arte del Cambio lui commande un Saint Matthieu, une statue  pour une niche extérieure d'Orsanmichele, avec la figure solidement construite et les membres révélés par la draperie, probablement étudiés en direct. Cette œuvre révèle la réflexion que Ghiberti entreprend sur les œuvres créées par Donatello pour la même église ; elle est achevée en 1423. 
Dans ces mêmes années, il travaille à la sacristie de la basilique Santa Trinita (Florence) pour Palla Strozzi, l'une de ses rares œuvres d'architecte. S'il utilise l'arc en plein cintre pour le portail, il a de nouveau recours à des arcs en ogive étroits dans les fenêtres, avec des lobes, démontrant sa prédilection pour un style que l'on pourrait qualifier d'« éclectique », ou plutôt de médiation entre nouveauté et tradition. Parmi les travaux documentés dans ces années, mais perdus, figurent la conception de deux candélabres pour l'Église d'Orsanmichele (1418), la conception de l'escalier de l'appartement papal de la basilique Santa Maria Novella(1419) et la réalisation des stalles de la chapelle Strozzi (1420). Il réalise une mitre d'or et un bouton de chape pour la venue de Martin V en 1419, pour rendre hommage au pontife, comme le rappellent les Commentairii ; il réalisera une autre mitre plus tard pour Eugène IV. En 1423, il s'inscrit à la Compagnia di San Luca, et en 1427 à l'Arte dei Maestri di Pietra e Legname.
Son voyage à Venise remonte à 1424, à l'occasion d'une épidémie qui décime ses ouvriers travaillant aux commissions du baptistère de Sienne.
La pierre tombale de fra' Leonardo Dati dans la basilique Santa Maria Novella (1424-1428) marque une nouvelle évolution au sens de la Renaissance, avec l'effigie du moine dominicain « pris au naturel », c'est-à-dire sur le vif. Entre 1427 et 1428, il crée la dernière statue pour l'extérieur d'Orsanmichele, le Saint Étienne, dans laquelle les références classiques deviennent plus évidentes.
En tant qu'architecte de l'Opéra du Duomo de Florence, il se retrouve à travailler entre 1430 et 1436 aux côtés de Brunelleschi pour résoudre le problème de la coupole de Santa Maria del Fiore, mais dans ce cas, c'est lui qui prend du recul et laisse la solution au problème à Brunelleschi seul. Concernant les épisodes concernant la coupole de Santa Maria del Fiore, Giorgio Vasari dans ses Vies accorde une attention particulière au soutien politique dont jouit Ghiberti ; en effet, grâce aux sympathies dont il jouit parmi les ouvriers de la Cathédrale, non seulement il est placé aux côtés de Brunelleschi sans raison particulière, mais il reçoit également un salaire égal à celui de son collègue, même si les idées et la mise en œuvre du projet sont entre les mains de ce dernier.

### Sépulcres

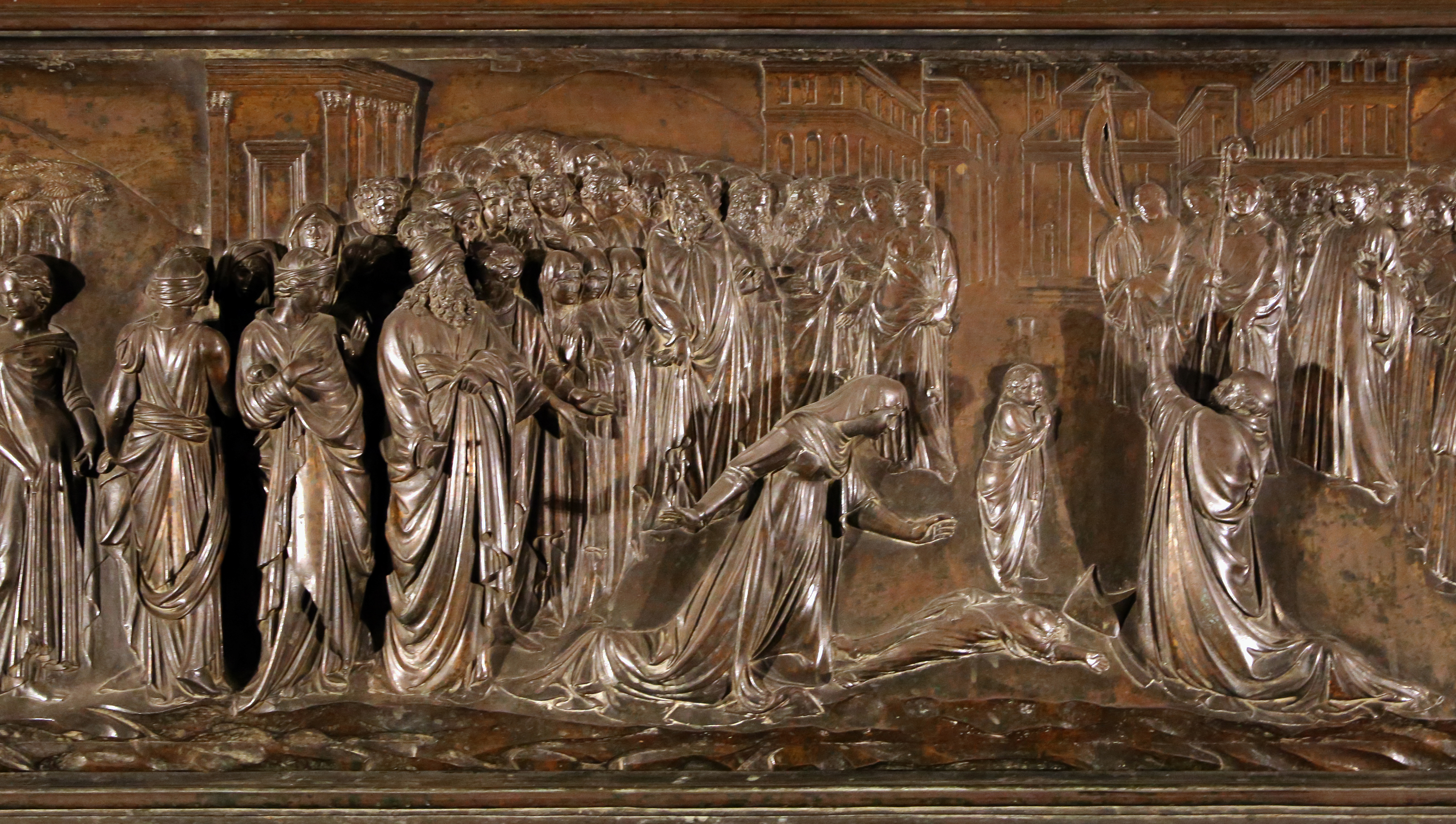
Sépulcre de saint Zanobi, Miracle de l'enfant ressuscité, vers 1432-35.

En visitant Rome, comme il le rappelle dans ses Commentarii, Ghiberti enrichit son répertoire de motifs néo-attiques, qu'il exploite surtout pour actualiser le goût de ses draperies. Cela se voit dans deux œuvres funéraires de ces années-là, le Sépulcre des trois martyrs et le Sépulcre de saint Zénobe, dans la cathédrale de Florence . En 1420, il crée également le Reliquaire de saint André, aujourd'hui conservé dans la pinacothèque communale de Città di Castello.
Parallèlement, il continue à se consacrer à d'autres domaines, en réalisant des dessins pour les vitraux de Santa Maria del Fiore (jusqu'à un total de dix-sept), dans lesquels on note une évolution de son style jusqu'à la complexité pittoresque de l'Oraison au Jardin et le plan grandiose de la Présentation au Temple. L'exécution des vitraux est confiée au maître verrier Francesco Livi, originaire de Gambassi Terme, qui ne peut cependant achever les travaux. D'autres œuvres de Ghiberti de ces années-là sont réalisées par son atelier, comme le tabernacle en argent du baptistère (payé en 1445 à son fils Tommaso), la porte du tabernacle de l'église Sant'Egidio (Florence) (1450), la frise sur les montants et l'architrave de la porte sud du baptistère, la première, d'Andrea Pisano (attribuée à son fils Vittorio).

### Porte du paradis

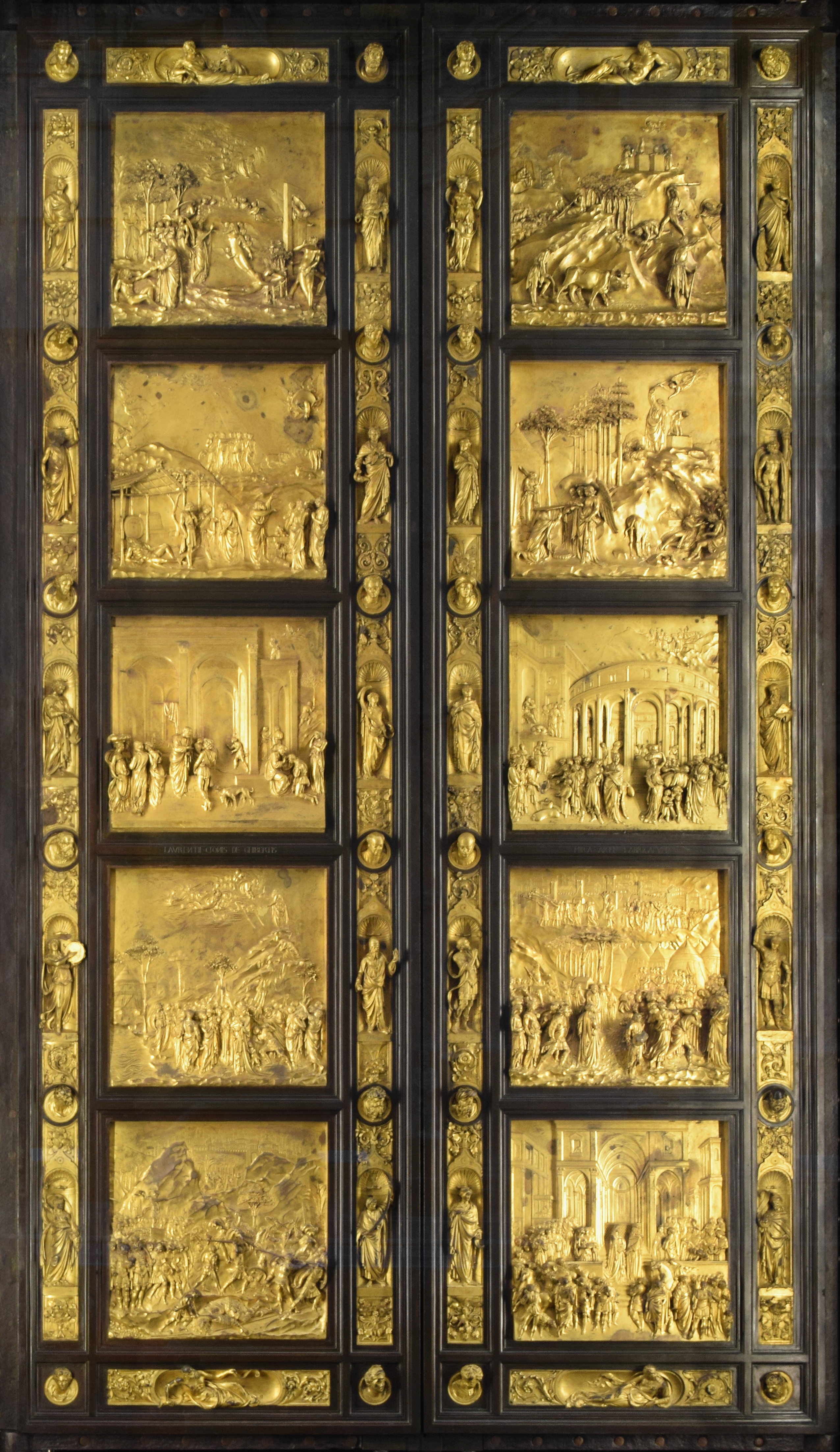
Porte du paradis après restauration, Museo dell'Opera del Duomo (Florence).

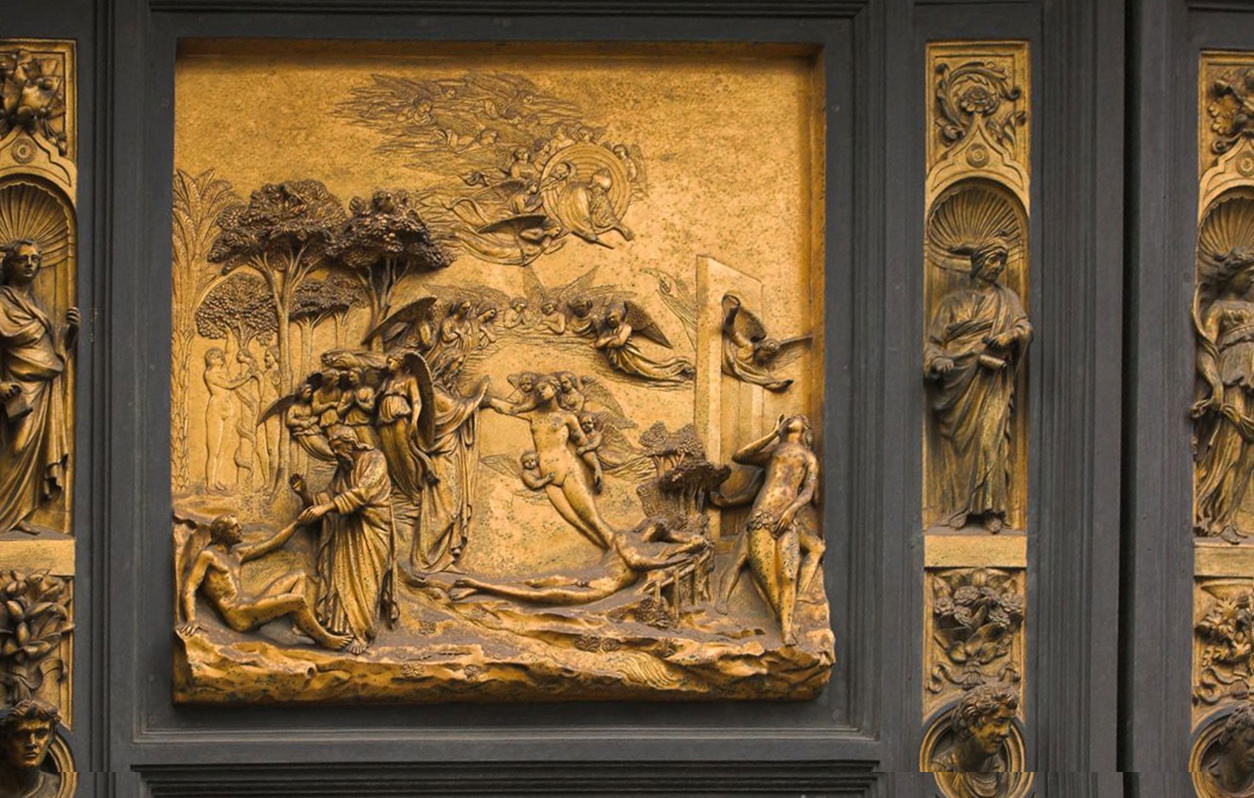
Adam et Ève, détail de la Porte du Paradis.

Lorenzo Ghiberti retrouve sa liberté de composition dans l'exécution de la porte d'honneur ou porte du Paradis, commencée en 1425 et achevée en 1452. En 1425, l'Arte di Calimala le charge, aidé de collaborateurs, de créer la porte est du baptistère, celle devant la cathédrale, avec des scènes de l'Ancien Testament.
Initialement, la porte devait être divisée en vingt-huit panneaux et suivre le programme iconographique de l'humaniste Leonardo Bruni. Peut-être sur les conseils de Ghiberti lui-même, il est décidé de diviser la porte en dix panneaux rectangulaires. Le changement de plan intervient en 1435, lorsque Cosme de Médicis revient d'exil. Dans le panneau des Histoires de Joseph, la référence à l'histoire de Cosme est évidente, où il est comparé à Joseph trahi par ses frères, plus tard leur sauveur et porteur de bien-être pour toute sa communauté. On peut également émettre l'hypothèse que le programme iconographique a été créé par Ambrogio Traversari, général de l'ordre camaldule, connaisseur du grec et seul capable à cette époque de consulter les textes des épisodes représentés. Par ailleurs, les nouvelles découvertes en termes de perspective influencent le choix du découpage en dix compartiments : cette méthode est mieux adaptée aux valeurs de rationalité et de synthèse apportées par la Renaissance, même si dans les dix panneaux la perspective est plus intuitive que construite. Le sculpteur utilise ainsi la perspective et un relief de moins en moins accentué, pour disposer un grand nombre de personnages sur plusieurs plans.
L'encadrement des panneaux est composé de statues de prophètes (représentés à l'antique), entrecoupées de petites têtes (dont un autoportrait de l'artiste) parmi des guirlandes végétales.
La technique utilisée pour la création des panneaux est le stiacciato, une technique introduite par Donatello, qui permet de créer la scène dans des plans de différentes profondeurs, utilisés dans les arrière-plans pour représenter les choses les plus lointaines. La dorure est effectuée à l'amalgame de mercure.
Le nom de Porte du Paradis est donné par Michel-Ange qui estime que ces portes sont dignes d'ouvrir sur le Paradis, mais c'est aussi ainsi qu'on nomme l'espace entre le baptistère et la cathédrale. En 1452, une fois les travaux terminés, on décide de ne pas suivre l'ancienne disposition des portes qui assigne la troisième à l'ouverture la moins importante du baptistère, mais après avoir évalué son importance sur une base stylistique, la porte est montée au niveau du baptistère, à l'est, devant la cathédrale Santa Maria del Fiore, tandis que la porte avec des scènes de la Vie du Baptiste, bien que présentant l'iconographie la plus importante pour un baptistère, est installée au sud.
Plusieurs scènes sont  combinées dans chaque panneau. La chronologie interne des panneaux est identifiable en analysant l'un des plus anciens, celui des Histoires de Caïn et d'Abel, composé de six épisodes disséminés dans le paysage. La lecture est compliquée car elle s'effectue d'abord à gauche, de l'arrière-plan vers le premier plan, puis, dans le même sens, à droite.
Dans les panneaux ultérieurs, Ghiberti donne plus d'espace à certains épisodes au détriment d'autres, afin de rationaliser l'image à l'aide d'un fond architectural régulier. Un exemple est le panneau avec le Sacrifice d'Isaac, où les personnages se confondent avec le paysage environnant afin que le regard soit dirigé vers la scène principale représentée par le sacrifice.
Dans le dernier panneau, la Rencontre de Salomon avec la reine de Saba, un seul épisode est représenté pour une motivation politique : à cette époque, on célèbre la réunification de l’Église d’Occident, représentée par Salomon, et de l’Église d’Orient, représentée par la reine de Saba.
Ces portes - « admirables par la distribution et l'encadrement des panneaux, par leur richesse d'invention, par leur élégance fluide et par le noble sentiment des sujets » - ont été décrites par le critique et historien de l'art Henri Focillon, dans son ouvrage sur L'Art d'occident : « Le rapport du relief selon la distance feinte des plans, le passage calculé de la ronde-bosse au bas-relief et enfin au modelé presque plat de la médaille, la fuite rigoureuse de l'architecture, la suggestion dans le bronze d'un paysage aérien frappèrent comme une révélation miraculeuse l'imagination populaire ; les portes du baptistère furent désormais les portes du Paradis. »

### Vieillesse et mort

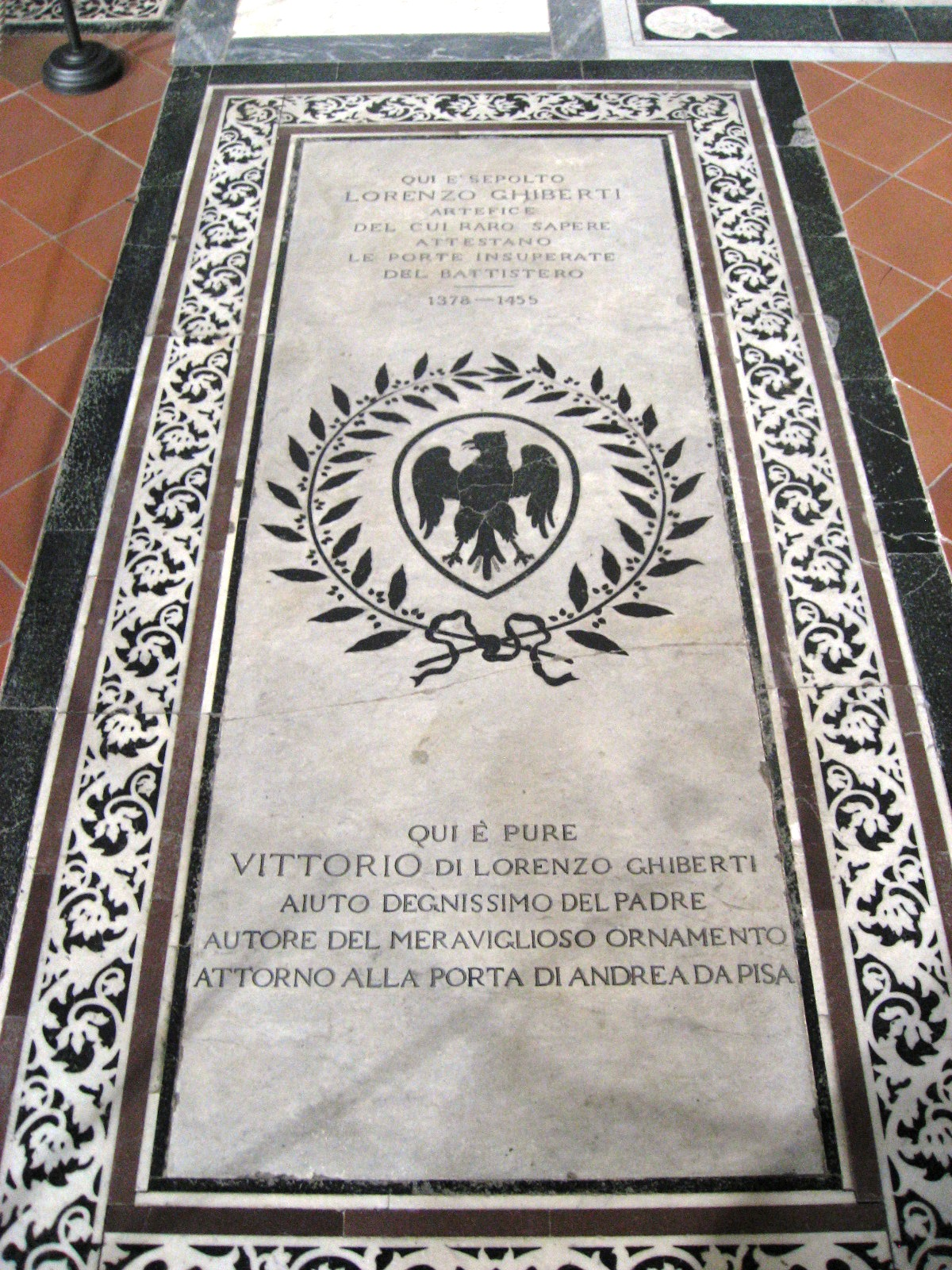
Tombe dans la Basilique Santa Croce de Florence.

À partir de 1447, il écrit les trois livres, les Commentarii.
Les différentes déclarations cadastrales nous informent, de 1427 à 1444, de l'évolution de la situation économique de l'artiste, qui s'améliore progressivement, grâce à l'achat de diverses fermes et à l'agrandissement de la maison de Borgo Allegri. En 1455, il rédige un testament, avant de mourir le 1er décembre. Il s'était préoccupé de son propre enterrement dès 1431, en concluant un accord avec l'Opera de la basilique Santa Croce de Florence.
Son fils Vittorio est aussi sculpteur.

## Commentari
Lorenzo Ghiberti rédige, à partir de 1447, un traité en trois tomes appelé les Commentari. Les livres sont dédiés à un personnage remarquable dont l'auteur ne mentionne cependant pas le nom : Julius von Schlosser suggère le nom de Niccolò Niccoli ; le traité est inachevé et s'arrête au troisième livre, qui a de toute façon le caractère d'une esquisse. Dans le premier livre, le programme est tiré de l'architecte militaire de l'époque des Diadoques, Athénée l'Ancien, tandis que le programme éducatif qu'un artiste doit entreprendre est tiré de l'œuvre de Vitruve, en l'intégrant à l'étude de la perspective et de l'anatomie ; il fait référence à l'œuvre de Pline l'Ancien pour l’histoire artistique.
Le deuxième livre, retraçant la vie et l'œuvre des plus grandes personnalités artistiques des XIVe et XVe siècles, constitue la première véritable histoire de l'art : il contient des biographies artistiques (les premières de ce genre) des principaux artistes depuis Cimabue avec des commentaires de leurs œuvres, en s'attardant sur les travaux de Ghiberti lui-même. Ces biographies sont rédigées sur une base stylistique et non anecdotique, Ghiberti mentionne en plus grand nombre florentins et toscans, mais également les artistes romains et napolitains et le sculpteur allemand Gusmin, son contemporain ; suit la première autobiographie artistique de l'histoire, dans laquelle il retrace son travail artistique ; à la fin du livre il annonce la création d'un traité d'architecture.
Le troisième livre est une tentative de déterminer les bases théoriques de l'art, son intérêt se concentre d'abord sur l'optique, puis il parle de l'Antiquité, s'arrêtant pour parler des vestiges de Florence, Sienne et Rome, la fin est consacrée à une théorie des proportions : critiquant Vitruve, il cite le code de Varron, et pour la première fois, il montre la méthode de construction de la figure humaine sur un réticule ; le livre se termine brusquement.

## Fortune critique

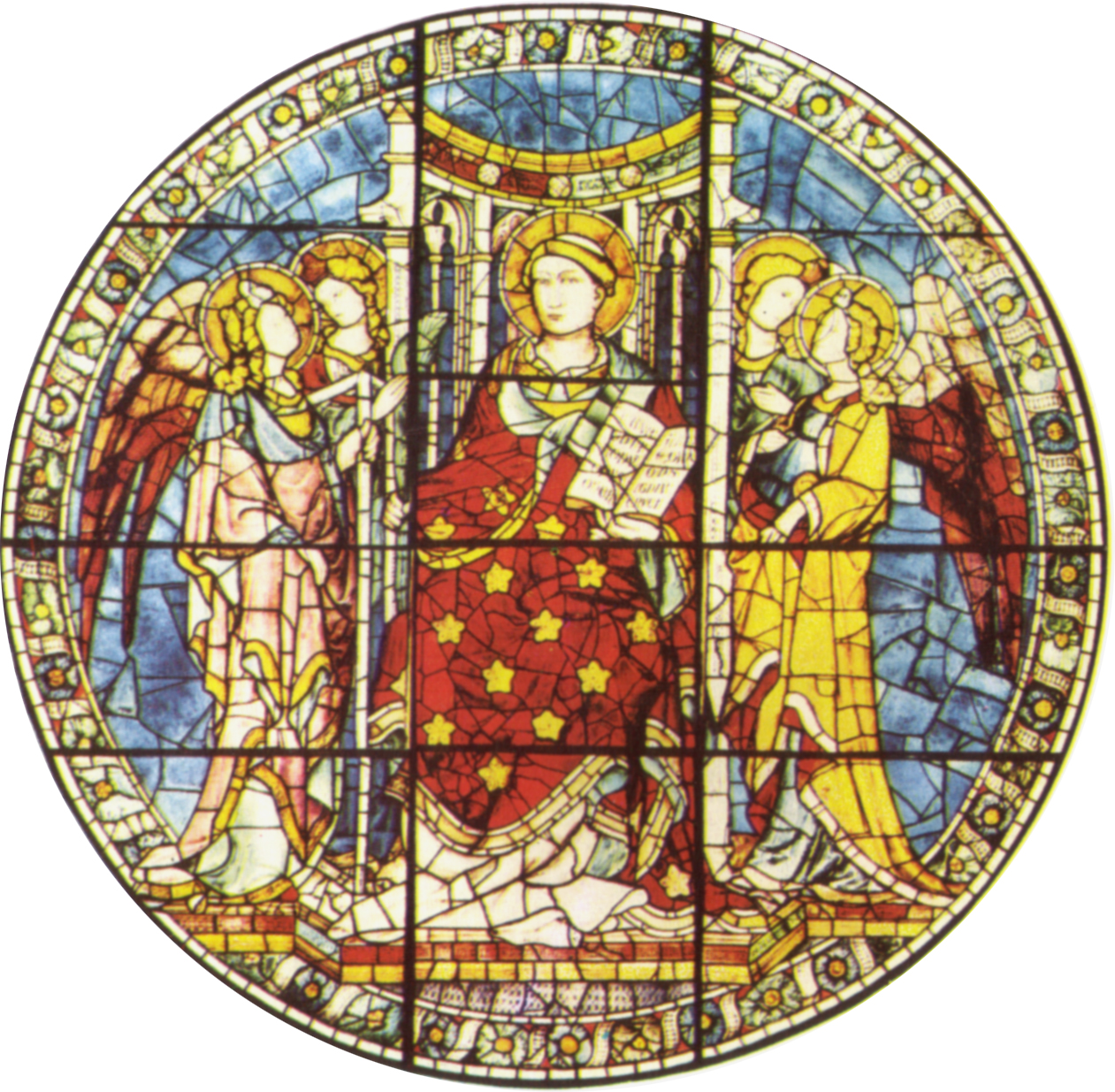
Saint Laurent entouré d'anges, vitrail de la cathédrale Santa Maria del Fiore d'après Ghiberti.

Les sources contemporaines sur Lorenzo Ghiberti sont controversées, car elles s'alignent tantôt de son côté, tantôt de celui de son rival Brunelleschi. Dans la biographie de l'architecte de la coupole, apparemment écrite par Antonio Manetti, on ne manque aucune occasion de souligner les faibles capacités de Ghiberti sinon de se moquer de lui, avec des anecdotes comme celle de la victoire au concours de 1401 uniquement grâce au retrait de son rival, ou celle où il a laissé superviser les travaux de la coupole par un Brunelleschi feignant la maladie, révélant son incompétence en la matière. On rapporte également la vente par Ghiberti d'une ferme qui générait plus de coûts que de revenus à Lepriano, sur le Monte Morello, ce qui a donné à Brunelleschi l'occasion de répondre sans détour à la question de savoir quelle était la meilleure œuvre de Ghiberti : « Vendez Lepriano ! ».
Ces accusations mutuelles (même Ghiberti reste souvent silencieux sur son illustre collègue) peuvent finalement être incluses dans le cadre du récit biographique normal, entre éloges et critiques. Mais dans l’ensemble, le jugement de la postérité sur Ghiberti s’avère clairement élogieux. À partir du XVIe siècle, avec Pomponio Gaurico (1502) et Vasari (1550 et 1568), jusqu'au jugement de Michel-Ange qui a inventé l'expression de Porte du Paradis, les éloges à son égard sont presque unanimes, malgré quelques inexactitudes d'attribution. Albertini (1510) attribue en effet le Sépulcre de saint Zénobe à Donatello, le Libro di Antonio Billi (avant 1530) et Gelli (vers 1550), celui de Saint Matthieu à Michelozzo. L'Anonimo Gaddiano collabora probablement à la Porte du Paradis avec presque tous les meilleurs orfèvres et sculpteurs florentins du XVe siècle, notamment de la seconde moitié. Baccio Bandinelli, dans la seconde moitié du XVIe siècle, attribue une grande partie de la Porte du Paradis à l'atelier. Benvenuto Cellini rend justice à Ghiberti en le définissant comme « admirable » dans son Traité d'orfèvrerie, « même s'il était meilleur dans les petites choses que dans les grandes ».
La littérature ultérieure des XVIIe et XVIIIe siècles suit le chemin de Vasari, avec un certain enrichissement résultant de la consultation des sources d'archives de Philippe Baldinucci (1681) ou des recherches monumentales de Giuseppe Richa. Dans ces siècles, il y a aussi quelques signes isolés de dénigrement ou d'appréciation tiède, comme chez Charles de Brosses (1739) ou chez Raimondo Cocchi, directeur des Galeries grand-ducales, qui en 1772 refuse de faire nettoyer la Porte du Paradis comme demandé par Anton Raphael Mengs. Un important volume de gravures tirées des reliefs de la Porte est publié un an plus tard, en 1779, sous la direction d'Antonio Cocchi et du graveur Ferdinando Gregori.
Vers 1779, Séroux d'Agincourt indique la troisième porte du baptistère et le Sépulcre de saint Zanobis comme les pierres angulaires du renouveau de la sculpture au XVe siècle, sans toutefois citer d'autres œuvres. S'ensuit un regain d'intérêt général pour Ghiberti, vif tout au long du XIXe siècle jusqu'à nos jours, avec la redécouverte de chefs-d'œuvre encore moins célèbres, comme la porte nord. Hippolyte Taine, après 1864, exalte son art en valorisant son idéalisation (par rapport au réalisme plus brutal de Donatello) et en le comparant à l'art de la Grèce antique et à Raphaël, position également reprise par Toschi en 1879. Entre la fin du siècle et le début du XXe siècle, la recherche documentaire se développe, à l'instar du commentaire des Vies de Gaetano Milanesi (1878), culminant avec les œuvres de Eduard Brockhaus, Charles Van Doren et Giovanni Poggi. Un important travail d'attribution est réalisé par Wilhelm von Bode et Osvald Sirén. Iulius von Scholsser édite une édition fondamentale des Commentari en 1912 et reconstitue la collection d'antiquités ayant appartenu à Ghiberti.
En 1956, un ouvrage de Richard Krautheimer, publié à Princeton (New Jersey) avec la collaboration de Trude Krautheimer-Hess, fait le point sur toutes les études ghibertiennes publiées jusqu'alors.

## Hommage
Le cratère Ghiberti à la surface de Mercure doit son nom à Ghiberti.